# Рим (кільце)

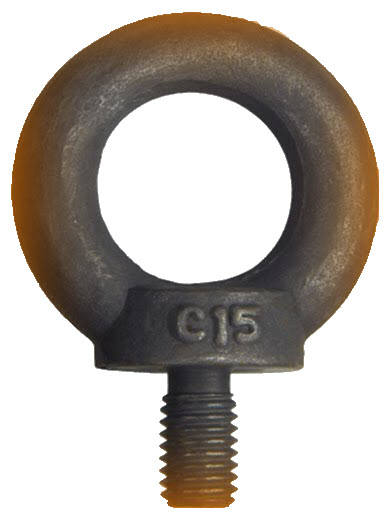
Рим-болт за стандартом DIN 580

Рим (від нід. ring — «кільце») — металеве кільце круглої, еліптичної чи іншої форми, продіте в болт чи прикріплене до нього. Слугує для закладання в нього тросів, ланцюгів, розтяжок, блоків, талів, з'єднувальних скоб та інших кріпильних елементів.

## Стандарти

### DIN580 /ISO3266 /ГОСТ4751-73
Рим-болт — металеве кільце, жорстко з'єднане з циліндричним стрижнем, що має на кінці різьбу для кріплення до різних конструкцій, механізмів, агрегатів та ін.
Нарізану части стрижня увертають у кришку машини, корпус двигуна чи закладні елементи суднових конструкцій.

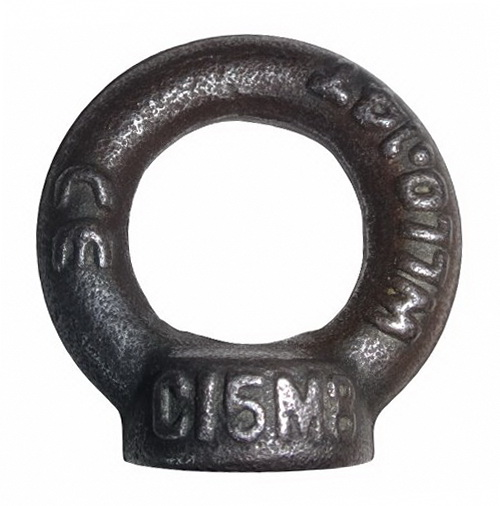
Рим-гайка

### DIN 582
Рим-гайка має схожу з рим-болтом конструкцію, але замість циліндричного стрижня з різьбою в основі рим-гайки є наскрізний циліндричний отвір з різьбою для нагвинчування виробу на закладний болт.

## Морський рим
На флоті римом називають металеве кільце, вставлене в отвір обуха (огболта) — болта з кільцеподібною чи лопаткоподібною головкою. Рими призначаються закріплення тросів, блоків, стопорів, швартовних кінців тощо, встановлюються на палубі і на фальшборті суден, а також на причалах і набережних. На шлюпках рими, встановлені на штевнях, служать для кріплення фаліня, встановлені на кільсоні — для кріплення ланцюгових підйомів.